# Binali Yıldırım
Binali Yıldırım (Refahiye, 20 dicembre 1954) è un politico turco, leader del Partito della Giustizia e dello Sviluppo (AKP), ultimo Primo ministro della Turchia, in carica dal maggio 2016 al luglio 2018 e Presidente della Grande assemblea nazionale della Turchia fino a febbraio del 2019, quando rinunciò alla carica per potersi candidare a sindaco di Istanbul.

## Biografia
È stato presidente del consiglio di amministrazione della compagnia dei traghetti veloci di Istanbul (İDO) dal 1994 al 2000. Eletto membro del Parlamento nelle liste dell'AKP nel 2002, venne subito nominato ministro dei trasporti dal primo ministro Abdullah Gül. Nel 2003 fu confermato nello stesso ruolo da Recep Tayyip Erdoğan, succeduto a Gül e mantenne l'incarico in maniera pressoché ininterrotta sino al 2013. Nel 2011, come ministro dei Trasporti assommò anche le deleghe alla Navigazione e alle Comunicazioni. Nel 2004, in occasione del deragliamento del treno veloce Pamukova, che provocò 41 morti e 80 feriti, rifiutò le dimissioni che gli erano state richieste. Come ministro dei trasporti promosse numerosi importanti progetti: tra questi, il collegamento ferroviario Marmaray che ha unito la sponda europea e quella asiatica di Istanbul mediante un tunnel sottomarino, linee ferroviarie ad alta velocità e il potenziamento della rete stradale e degli aeroporti del Paese.
Nel 2013 fu implicato in uno scandalo legato alla corruzione che coinvolse diversi esponenti del governo e in occasione di un rimpasto di governo lasciò il ministero. L'anno successivo si candidò come sindaco di Smirne, ma venne sconfitto da Aziz Kocaoğlu, sindaco uscente del Partito Popolare Repubblicano (CHP). A giugno dello stesso anno fu nominato da Erdoğan consigliere superiore del presidente. A giugno 2015, al termine del suo terzo mandato parlamentare, non venne ricandidato in ossequio alla regola dei tre mandati. Ricandidato il novembre successivo, fu nominato di nuovo ministro dei Trasporti dal primo ministro Ahmet Davutoğlu. Il 5 maggio 2016 Davutoğlu si è dimesso a causa del deterioramento del rapporto con il presidente Erdoğan. Pochi giorni dopo, il 19 maggio, il Comitato esecutivo centrale dell'AKP nominò Yildirim leader del partito. L'elezione fu formalizzata il 22 maggio dal secondo congresso straordinario. Due giorni dopo è diventato primo ministro del 65º governo del Paese.
Sostenitore devoto di Erdoğan, Yıldırım è stato considerato un primo ministro di basso profilo: si attendeva che il suo governo guidasse la transizione da un sistema di governo parlamentare a uno presidenziale, in grado di accentrare il potere nelle mani di Erdoğan. Il 15 luglio 2016 diede l'annuncio che nel Paese era in corso un colpo di stato militare.
Alle elezioni amministrative del 2019 viene candidato sindaco in senno all'Alleanza Popolare, composta dall'AKP e dal MHP. Nonostante la grande copertura fornitagli dai media governative, viene sconfitto dal candidato dell'opposizione, Ekrem İmamoğlu, del Partito Popolare Repubblicano, con il supporto del Buon Partito (Iyi). Per la prima volta dopo 25 anni il partito al governo perde il controllo della città di Istanbul.